# 리아코
| 이름       | 이름       | 이름        | 도감번호          | 성비                      |
| 한국어     | 일본어     | 영어        | 도감번호          | 성비                      |
| 엘리게이   | アリゲイツ | Croconaw    | 전국 159 성도 008 | 수컷 : 87.5% 암컷 : 12.5% |
| 장크로다일 | オーダイル | Feraligatr  | 전국 160 성도 009 | 수컷 : 87.5% 암컷 : 12.5% |
| 포켓몬     | 타입       | 분류        | 신장              | 체중                      |
| 엘리게이   | 물         | 큰턱 포켓몬 | 1.1m              | 25.0kg                    |
| 장크로다일 | 물         | 큰턱 포켓몬 | 2.3m              | 88.8kg                    |

| 특성(숨겨진 특성은 *) |                                                                              |
| 급류                  | 자신의 현재 HP가 전체 HP의 1/3일 때, 물 타입 공격기의 위력이 1.5배 상승한다. |
| *우격다짐             | 부가효과를 가진 기술의 위력이 오르는 대신 부가효과를 포기한다.               |

《리아코》(ワニノコ 와니노코[*], 영어: Totodile)는 포켓몬스터 시리즈에 등장하는 가공의 캐릭터(몬스터)이다.

## 특징
악어의 모습을 한 포켓몬. 길고 큰 발달된 턱을 가지고 있다.

## 게임에서의 리아코
풀 타입의 치코리타, 불 타입의 브케인과 함께, 《포켓몬스터 금·은·크리스탈》에서 최초로 받을 수 있는 스타팅 포켓몬이다.
《포켓몬스터 에메랄드》에서는 호연 도감을 완성시키면 털보 박사로부터 치코리타, 브케인, 그리고 리아코의 3마리 중에서 1마리를 선택해 입수할 수 있다.

## 애니메이션에서의 리아코
《포켓몬스터》153화에서 지우와 이슬이가 잡으려고 했지만, 풀숲에 숨은 리아코에게 동시에 같은 루어볼을 던졌기 때문에, 어느 쪽이 포획 했는지 모르게 되어 버렸다. 그 뒤 소유권을 둘러싼 배틀에서 지우의 포켓몬이 된다. 호연 지방에 갈 때 오박사 연구소에 맡겨졌다.

## 그 외에서의 리아코
- 극장판 《결정탑의 제왕 앤테이》에서는 결정의 재생을 막기 위해서 이슬의 별가사리와 함께 「물대포」를 사용했다.
- 극장판 《물의 도시의 수호신 라티아스와 라티오스》에서는 수상 레이스에 출장했다.

## 엘리게이
엘리게이(アリゲイツ 아리게이츠[*])는 큰턱 포켓몬이다.
리아코가 레벨 18에 진화한다. 레벨 30에 장크로다일로 진화한다. 《포켓몬스터 하트골드》, 《포켓몬스터 소울실버》에서 선택할 수 있는 스타팅 중 한 마리다.

## 장크로다일
《장크로다일》(オーダイル 오다이루[*])은 포켓몬스터 시리즈에 등장하는 가공의 캐릭터(몬스터)다. 수중에 생식하는 악어형 포켓몬. 육식성으로 매우 흉폭한 성격이다. 지상에서는 몸을 지탱하기가 힘들기 때문에 기어 다니지만 매우 빠르게 이동할 수 있다. 크고 강력한 턱으로 물어뜯으면 그대로 목을 흔들어 상대를 산산조각 내버린다. 평소에는 느긋하게 움직이지만 먹이를 물 때는 눈에 보이지 않는 엄청난 스피드를 낸다. 키는 전 스타팅 포켓몬 중에서 가장 큰 2.3m이다.
《포켓몬스터》196화의 포켓몬 스모 대회에서 등장했다. 지우의 잠만보와의 대접전 끝에 졌다. 219화의 소용돌이 컵 결승전에서도 등장한다.
《포켓몬스터 DP》43화에서 톱 코디네이터 마리나가 푸린과 더블 퍼포먼스를 하고 있는 VTR이 나온다.
만화 《포켓몬스터 스페셜》에서 실버의 포켓몬으로 등장한다.

## 같이 보기
- 포켓몬스터
- 포켓몬의 목록
- 엘리게이
- 장크로다일